# Kristian Dahl

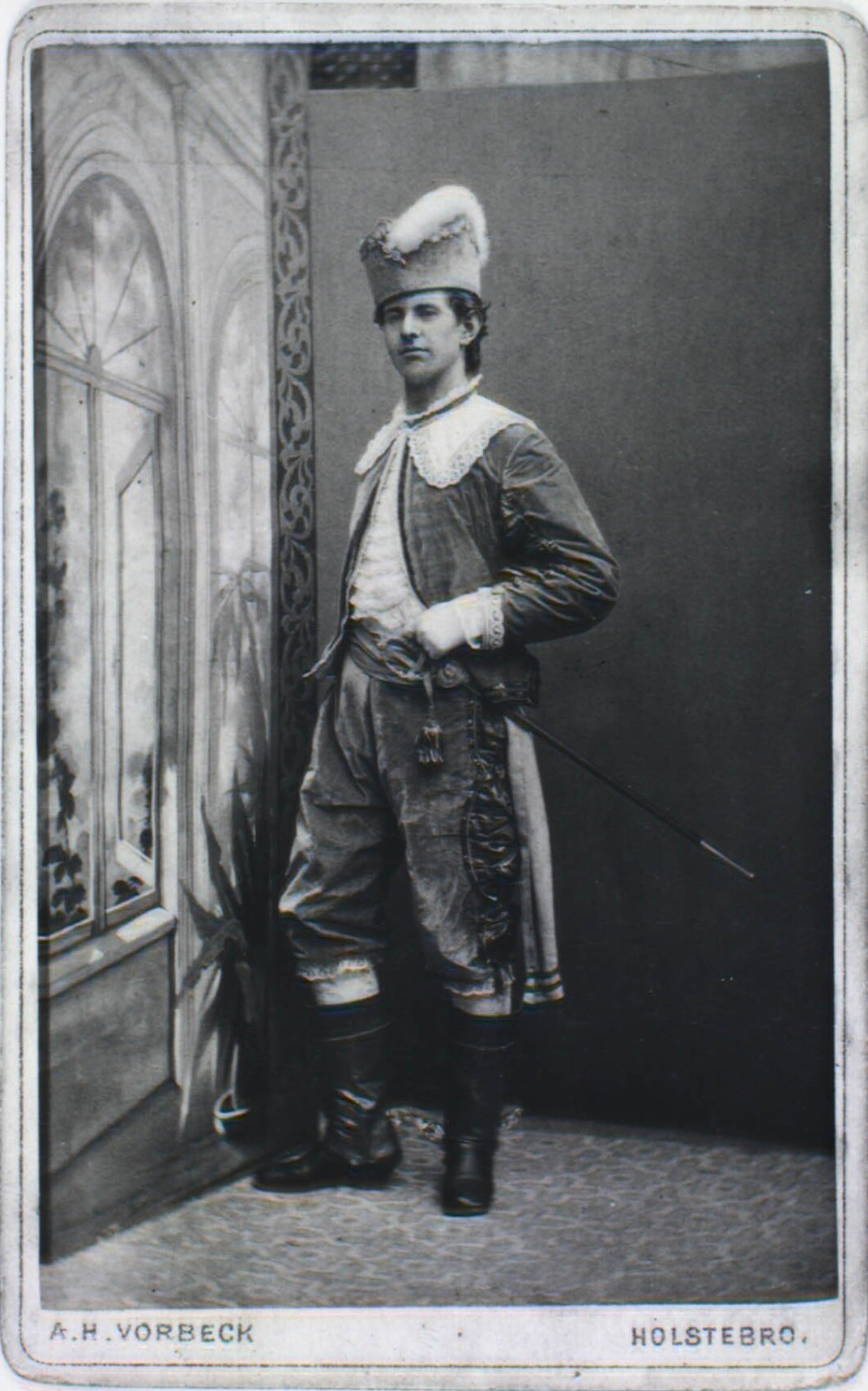
Journalist Kristian Dahl

Kristian Dahl, född 29 mars 1861, död 18 oktober 1934, var en dansk journalist.
Dahl studerade en tid juridik, innan han 1884 försökte sig på journalistiken. 1885-87 var han anställd som skådespelare vid Folketeatret, och blev 1888 medarbetare i Politiken, där han behandlat kommunala och sociala ämnen. Dahl har spelat stor roll inom de danska journalisternas organisationer, och var från 1905 ordförande i Journalistforbundet, och var 1919-24 ordförande i Journalistforeningen, och medlem av styrelsen för de nordiska pressmötena.
Kristian Dahl var författare till en bok på danska, Edison, hans liv og hans opfindelser, 1897.